# ニンティ駅
ニンティ駅 (ニンティえき、チベット語: ཉིང་ཁྲི་འབབ་ཚུགས་、中国語: 林芝火车站）は中華人民共和国チベット自治区ニンティ市巴宜区布久郷にあるラサ・ニンティ鉄道の駅である。青蔵鉄路集団公司が運営している。

## 沿革
- 2021年6月25日：拉林線の開通により、終着駅として開業[1][2]。